# Arizona Fall League
Die Arizona Fall League ist eine Off-Season-Liga im Besitz und betrieben von Major League Baseball, die im Herbst in Arizona, USA stattfindet. Die Arizona Fall League zieht viele der Top-Talente der Minor Leagues an.

## Struktur
Jedes Jahr im August wählen die Major League Baseball Clubs aus, welche Spieler nach Arizona gehen werden. Die meisten sind Double-A und Triple-A Minor League Spieler. Jeder Club kann sich dafür entscheiden, zwei Spieler unter der Double-A Liga zu schicken. Ausländische Spieler sind erlaubt, solange der Spieler nicht auf der Liste der primär geschützten Spieler seines Heimatlandes steht. Die Liga ist konzipiert, um die Fähigkeiten zu verfeinern und seine eigenen Fähigkeiten zu präsentieren. Zusätzlich spielen die Spieler vor Managern und Baseballscouts der großen und kleinen Liga, die bei fast jedem Spiel anwesend sind. Die Spiele beginnt kurz nach dem Ende der regulären Saison der MLB Anfang Oktober und endet Mitte November mit einem Meisterschaftsspiel zwischen den Gewinnern der East- und West Division.
Die Arizona Fall League Teams sind jeweils mit fünf separaten Major League Teams verbunden. Jedes angeschlossene Major League Team stellt sieben Spieler zur Verfügung, die sich zusammenschließen, um den 35-Mann-Kreis jedes Teams zu füllen. Zusätzlich können die Teams wählen, ob sie Practice Squad Spieler schicken wollen. MLB-Teams stellen auch Manager, Coaches und Trainer zur Verfügung.

## Namhafte Spieler
Eine Reihe von berühmten Ballspielern haben Stints in der Arizona Fall League gehabt. 1994 erregte die Liga weltweite Aufmerksamkeit, als Michael Jordans bei den Scottsdale Scorpions spielte. Ebenso spielte Tim Tebow für die Scorpions während seines Übergangs zum professionellen Baseball. Andere bemerkenswerte Baseballspieler, die in der Arizona Fall League gespielt haben, sind unter anderem Derek Jeter, Dustin Pedroia, Mike Piazza, Albert Pujols, Jimmy Rollins, Bryce Harper, David Wright, Mitch Haniger, Aaron Judge und Mike Trout.

## Aktuelle Teams
| Division | Team                 | Major League Teams                                                                             | Stadt               | Stadion                            | Kapazität |
| -------- | -------------------- | ---------------------------------------------------------------------------------------------- | ------------------- | ---------------------------------- | --------- |
| East     | Mesa Solar Sox       | Boston Red Sox, Chicago Cubs, Detroit Tigers, Los Angeles Angels, Oakland Athletics            | Mesa, Arizona       | Sloan Park                         | 15.000    |
| East     | Salt River Rafters   | Arizona Diamondbacks, Colorado Rockies, Miami Marlins, Minnesota Twins, Washington Nationals   | Scottsdale, Arizona | Salt River Fields at Talking Stick | 11.000    |
| East     | Scottsdale Scorpions | Cincinnati Reds, Houston Astros, New York Mets, Philadelphia Phillies, San Francisco Giants    | Scottsdale, Arizona | Scottsdale Stadium                 | 11.200    |
| West     | Glendale Desert Dogs | Baltimore Orioles, Chicago White Sox, Cleveland Indians, Los Angeles Dodgers, New York Yankees | Glendale, Arizona   | Camelback Ranch                    | 13.000    |
| West     | Peoria Javelinas     | Atlanta Braves, Milwaukee Brewers, San Diego Padres, Seattle Mariners, Tampa Bay Rays          | Peoria, Arizona     | Peoria Sports Complex              | 10.714    |
| West     | Surprise Saguaros    | Kansas City Royals, Pittsburgh Pirates, St. Louis Cardinals, Texas Rangers, Toronto Blue Jays  | Surprise, Arizona   | Surprise Stadium                   | 11.000    |